# Hiesfeld
Hiesfeld ist ein Stadtteil von Dinslaken im Kreis Wesel in Nordrhein-Westfalen und teilt sich auf in das eigentliche Dorfzentrum sowie Barmingholten und die Hühnerheide.
Hiesfeld ist mit etwa 15.222 Einwohnern (Stand: 31. Dezember 2020) der bevölkerungsreichste Stadtteil Dinslakens. Die Bevölkerungszahl Hiesfelds entspricht fast einem Viertel der Gesamtbevölkerung Dinslakens.

## Geschichte

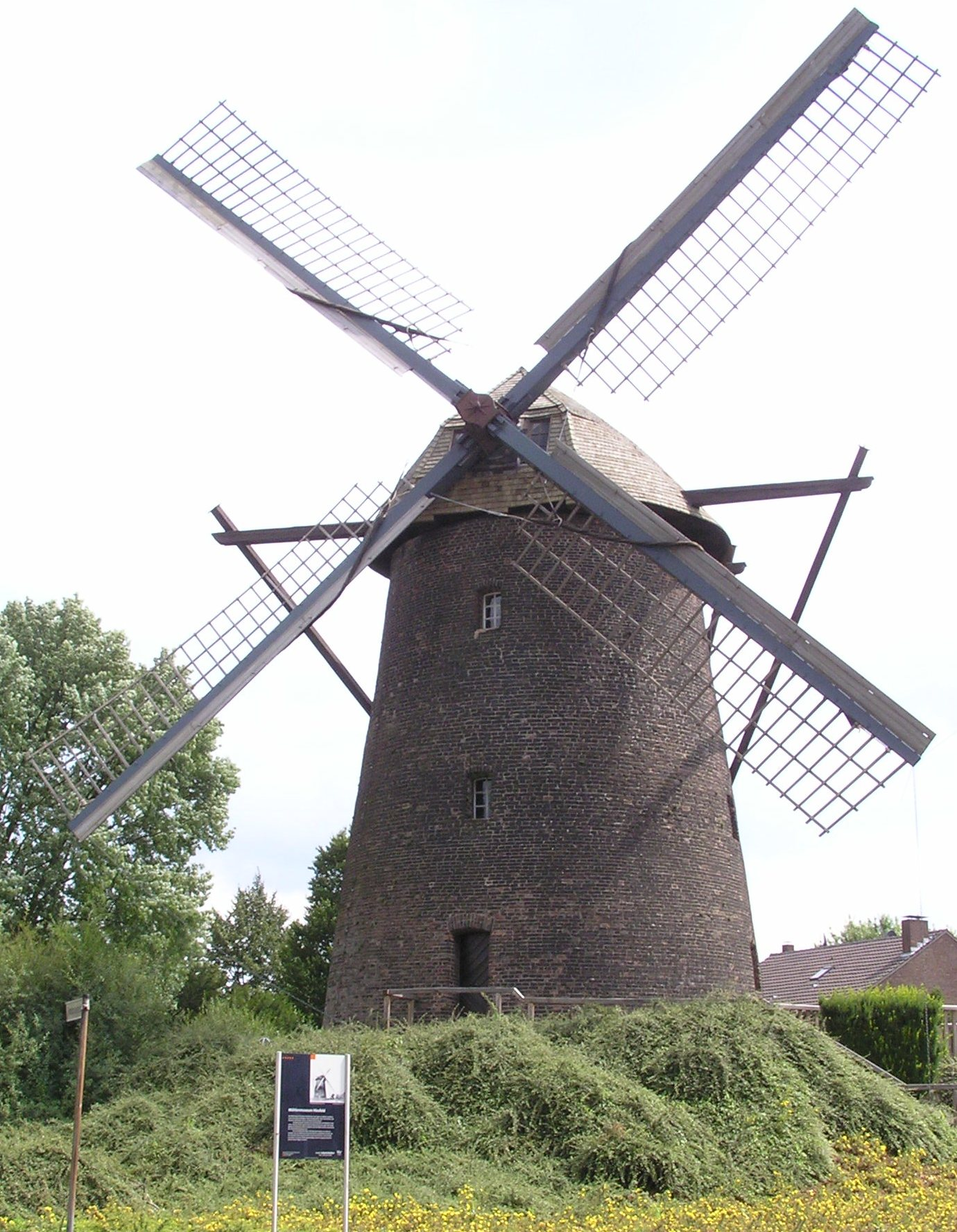
Hiesfelder Windmühle

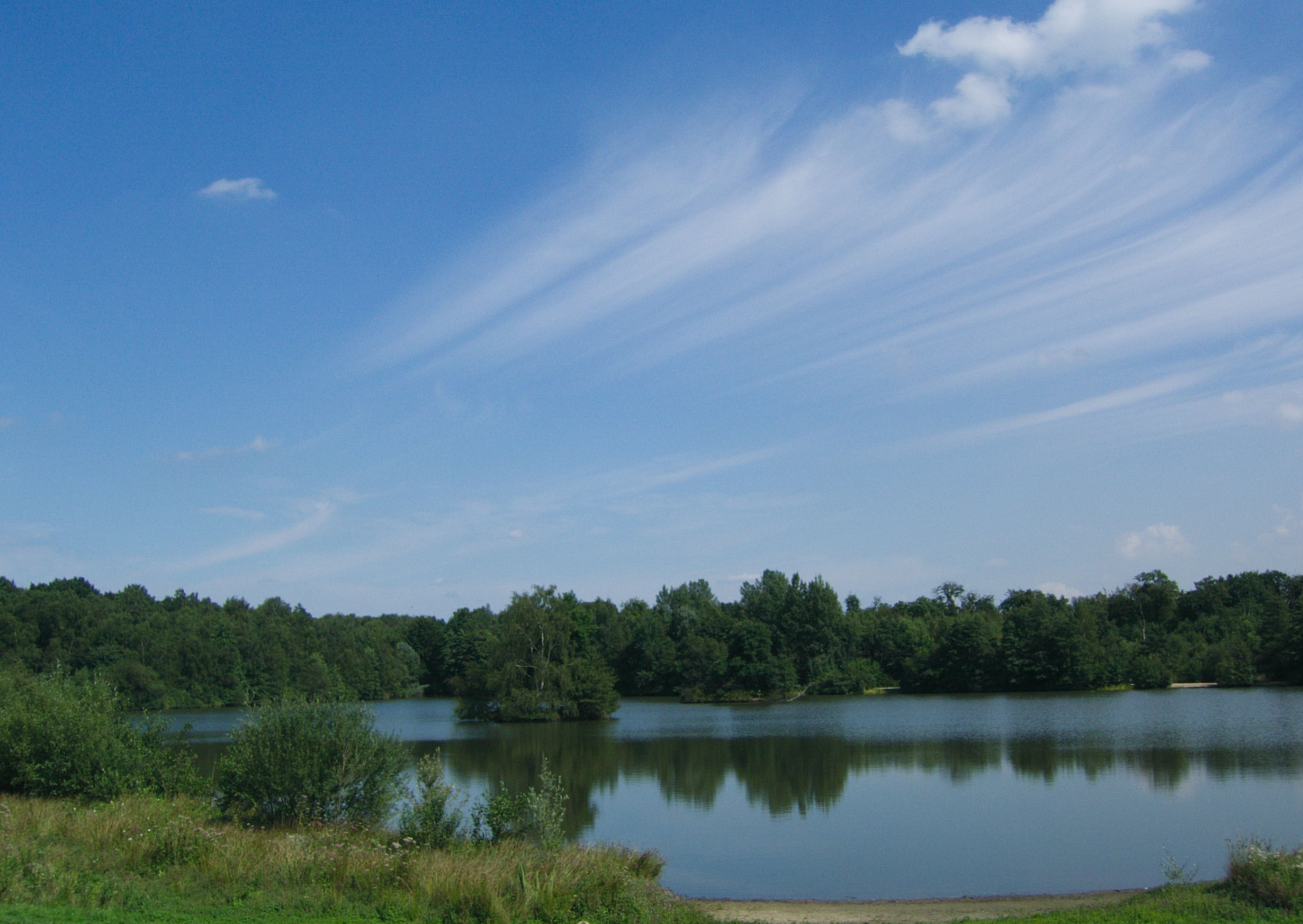
Der Rotbachsee in Hiesfeld

Hiesfeld wurde erstmals in der zweiten Hälfte des 12. Jahrhunderts in einem Urbar der Benediktinerabtei Werden als Histincfelde erwähnt. Wahrscheinlich im 10. Jahrhundert wurde die Hiesfelder Pfarrei gegründet, zu deren Einzugsbereich auch das Gebiet von Dinslaken gehörte, bis die Kirche St. Vincentius in Dinslaken im Jahre 1436 von Hiesfeld abgepfarrt wurde. Die vermutlich im 12. Jahrhundert erbaute Dorfkirche von Hiesfeld wurde dem hl. Cyriakus geweiht. Das Haus Hiesfeld, eine Wasserburg am Rotbach, war der Stammsitz der adeligen Familie Histfeld, die seit dem 13. Jahrhundert als Dienstmannen der Grafen von Kleve erwähnt wurden.
Ende des 16. Jahrhunderts wurde Hiesfeld protestantisch. Der Kampf zwischen Lutheranern und Reformierten um die Vorherrschaft in der Hiesfelder Kirche kumulierte im teilweise gewalttätigen Hiesfelder Kirchenstreit von 1639–1649. Der Streit wurde erst durch die Anordnung des Kurfürsten Friedrich Wilhelm von Brandenburg dahingehend beendet, das die Kirche als Simultankirche von beiden Konfessionen benutzt werden konnte.
Im 19. Jahrhundert gehörte Hiesfeld seit der Franzosenzeit zur Bürgermeisterei Dinslaken.  Die Stadt Dinslaken nahm 1857 die Rheinische Städteordnung an. Seitdem wurde zwischen der Stadtbürgermeisterei Dinslaken und der Bürgermeisterei Dinslaken-Land unterschieden, die die Gemeinden Hiesfeld und Walsum umfasste und der der Bürgermeister der Stadt Dinslaken vorstand. Im Jahre 1905 wurden Hiesfeld und Walsum zu eigenen Bürgermeistereien erhoben.
Auf Betreiben der Großindustrie (Gutehoffnungshütte und Thyssen) wurde Hiesfeld im Jahre 1917 Dinslaken und der südliche Teil Sterkrade (1581 ha) mit 4478 Einwohnern, später Oberhausen, zugeschlagen. Sie bilden heute die Ortsteile Schmachtendorf mit Waldhuck und Waldteich, Walsumermark mit Brink und Neuköln sowie Oberhausen-Barmingholten. Nach dieser Zusammenlegung fielen die Kommunal- und Mutungsgrenzen zusammen. Die Dinslakener Siedlungsbezirke Grafschaft, Lohberg und Oberlohberg gehörten bis 1917 ebenfalls zur Bürgermeisterei Hiesfeld.

## Wappen
Blasonierung: Das Wappen von Hiesfeld zeigt in von Silber (Weiß) und Rot geteiltem Schild oben wachsend den heiligen Cyriacus in silbernem (weißem) Ornat, mit roter Mütze und rotem Pallium, der in der Rechten einen schwarzen Palmzweig, in der Linken ein offenes, schwarzes Buch mit silbernen (weißen) Schnitt hält, unten in rotem Feld über einem silbernen (weißen), schwarz schraffierten Herzschildchen eine halbe, silberne (weiße), achtstrahlige Lilienhaspel.
Bedeutung: Der heilige Cyriacus ist seit dem 15. Jahrhundert als Patron der Hiesfelder Kirche nachweisbar. Sein Bild fand man auch in halber Figur auf dem Hiesfelder Schöffensiegel. Der untere Teil des Wappens dokumentiert die Zugehörigkeit Hiesfelds zum Herzogtum Kleve. Das Wappen der Herzöge von Kleve zeigt acht Lilienstäbe in Form eines Andreaskreuzes. Der Herzog von Kleve war auch einer der Kirchenpatrone Hiesfelds. Dieses Wappen führt auch der Sportverein TV Jahn Hiesfeld seit 1928.

## Kultur und Sehenswürdigkeiten
An sehenswürdigen Gebäuden sind die Dorfkirche, Haus Hiesfeld, die Windmühle und die Wassermühle am Rotbach mit Mühlenmuseum erwähnenswert.
Die Turmwindmühle wurde 1822 errichtet. 100 Jahre später wurde der Betrieb eingestellt. Die im Zweiten Weltkrieg schwer beschädigte Mühle wurde einige Jahre später restauriert.
Der Ursprung der Wassermühle bestand zunächst nur aus dem Fachwerkgebäude, das 1693 errichtet wurde. Das auf der anderen Seite des Rotbaches gelegene Backsteinhaus wurde später gebaut und diente als Hauptgebäude für den Mühlenbetrieb sowie als Wohnhaus für den Müller. Zwischen den beiden Gebäuden befindet sich ein mittelschlächtiges Wasserrad.

## Kirchen
Die sieben katholische Kirchen in Dinslaken gehören alle der Kirchengemeinde St. Vincentius an. Die Kirche St. Vincentius liegt in der Altstadt von Dinslaken.
In Hiesfeld stehen zwei der sieben Kirchen. Die Kirche Heilig Geist liegt an der Riemenschneiderstraße 5 und die Herz-Jesu-Kirche an der Kirchstraße 278.
Die Dorfkirche existiert in Teilen seit dem 12. Jahrhundert und ist die einzige evangelische Kirche in Hiesfeld. Der Westturm ist bis heute im Wesentlichen bestehen geblieben. Das Langhaus in seiner heutigen Form stammt aus dem 15. Jahrhundert.

## Freizeit und Sport
Neben dem Rotbachtal bietet Hiesfeld ein Freibad, welches jedoch bis auf weiteres geschlossen ist und eine Skaterbahn. Des Weiteren gibt es den Sportverein TV Jahn Hiesfeld, dessen 1. Fußballmannschaft 2010/11 in der Niederrheinliga teilnahm. Ferner gibt es einen Naturlehrpfad durch den angrenzenden Hiesfelder Wald, der als Naturschutzgebiet ausgewiesen ist und zum Naturpark Hohe Mark-Westmünsterland gehört.

## Verkehr
Hiesfeld ist über die Bundesstraße 8 am südlichen Rand des Stadtteils an die Autobahnanschlussstellen Dinslaken-Süd der Bundesautobahn 3 und Dinslaken-Hiesfeld der Bundesautobahn 59 angeschlossen. Des Weiteren verläuft durch Hiesfeld die Bahnstrecke Oberhausen–Arnhem. Obgleich Hiesfeld der bevölkerungsreichste Stadtteil Dinslakens ist, besitzt die Bahnstrecke keinen Bahnhof oder Haltepunkt in Hiesfeld. Die nächsten Bahnstationen sind Dinslaken und Oberhausen-Holten. Hiesfeld besitzt jedoch mehrere Bushaltestellen mit den Linien 17, 25, 26 und 918 betrieben von der NIAG im Verkehrsverbund VRR in Richtung Dinslaken Holunderweg und Dinslaken Keilerstraße (Linie 17), Dinslaken Bahnhof und Dinslaken Liebigstraße (Linie 25), Dinslaken Am Landwehrgraben und Dinslaken Kaufmännische Schulen (Linie 26) sowie Voerde Rathausplatz und Oberhausen Holten Bahnhof (Linie 918). Von 1930 bis 1958 fuhr eine Straßenbahn bis zum ehemaligen Freibad Hiesfeld.

## Söhne und Töchter
- Bernhard Roßhoff (1908–1986), deutscher Politiker der Zentrumspartei, später der CDU
- Karl Witzell (1884–1976), deutscher Marineoffizier, zuletzt Generaladmiral im Zweiten Weltkrieg und Chef des Marinewaffenhauptamtes